# Todirești (župa Vaslui)
Todirești je rumunská obec v župě Vaslui. Žije zde přibližně 3 000 obyvatel. Obec se skládá z devíti částí.

## Části obce
- Todirești – 923 obyvatel
- Cotic – 302 obyvatel
- Drăgești – 345 obyvatel
- Huc – 548 obyvatel
- Plopoasa – 243 obyvatel
- Siliștea – 281 obyvatel
- Sofronești – 103 obyvatel
- Valea Popii – 99 obyvatel
- Viișoara – 114 obyvatel